# دفاف (سفن)
الدَّفَّاف هو الشخص المسؤول عن القارب وخاصة ملاحته وتوجيهه.

## التجديف

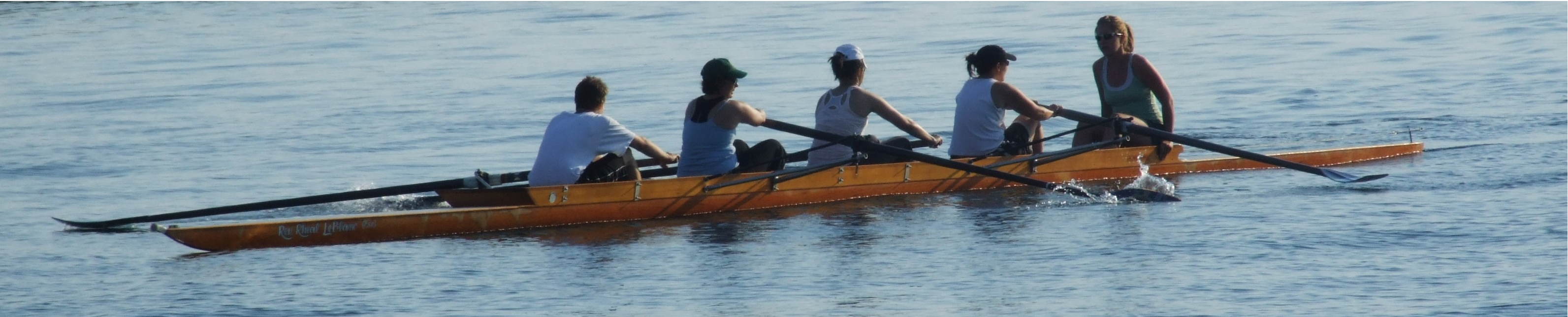
دفَّافة في الكوثل وأربع مجذفات

يجلس الدفَّاف في التجديف إما في القيدوم أو الكوثل بينما يتحكم شفهيًا وجسديًا في توجيه القارب وسرعته وتوقيته وسيولته. واجب الدفاف الأساس هو ضمان سلامة أولئك الموجودين في القارب. يُكلف الدفَّاف بتحفيز الطاقم بالإضافة إلى توجيه مسار مستقيم قدر الإمكان لتقليل المسافة إلى خط النهاية، وهو مسؤول أيضًا عن معرفة تقنية التجديف المناسبة وتشغيل التدريبات لتحسين التقنية.

## القوات البحرية
كان الدفَّاف في البحرية الملكية في أيام الإبحار رقيبًا أو رقيبًا أولًا يقود بارجة قبطان أو أميرال. أصبح الدفاف في وقت لاحق هو الضابط الأول على سطح السفينة أو كبير الضباط على متن سفينة أصغر مثل فرقيطة أو غواصة وكان مسؤولاً عن التوجيه وتولى أيضًا المهام التي سيؤديها رفيق القارب الرئيس وربانه على متن سفن أكبر.